# Wunstorf
Wunstorf er en by og en kommune med godt 41.000 indbyggere i  Region Hannover i den tyske delstat Niedersachsen. 

## Geografi
Kommunen ligger i nærheden af Steinhuder Meer i landskabet  Calenberger Land . I Wunstorf  ligger det psykiatriske hospital KRH Psychiatrie Wunstorf med 579 sengepladser. Militærflyvepladsen Fliegerhorst Wunstorf med Lufttransportgeschwader 62 ligger ved landsbyen Klein Heidorn, nord for byen.

### Nabokommuner
Nabokommuner er mod  Landesbergen (Landkreis Nienburg/Weser), mod nord Neustadt am Rübenberge, mod nordøst  Wedemark, mod øst Garbsen, mod sydøst   Seelze, mod syd Barsinghausen, mod sydvest  Hagenburg (Landkreis Schaumburg) og mod vest Rehburg-Loccum (Landkreis Nienburg/Weser)

### Inddeling
I kommunens område ligger landsbyerne Blumenau (med Liethe), Bokeloh, Großenheidorn, Klein Heidorn, Idensen (med Idensermoor og Niengraben), Kolenfeld, Luthe, Mesmerode, Steinhude og Wunstorf.

### Natur
Floden  Westaue, der mod nordøst ved Bordenau munder ud i Leine løber gennem byen og kommunen fra vest mod øst.
Mod vest ligger  Naturpark Steinhuder Meer.